# 新店線 (台湾鉄路管理局)
新店線（しんてんせん）は、かつて存在した台湾鉄路管理局の鉄道路線。戦前は台湾総督府鉄道ではなく、私鉄・台北鉄道の路線であり、台湾総督府鉄道部年報には萬華—新店線（ばんかしんてんせん）と掲載された。
1960年代になり道路が整備されたことにより乗客が激減し、台湾鉄路管理局として最初に廃止された。全長10.4km。廃線後の線路敷地は、現在の「汀洲路」、「羅斯福路」（ルーズベルト通り）、「北新路」である。
廃止30年後、新店線跡地の羅斯福路、北新路の地下に台北捷運新店線の線路が建設された。現在の捷運新店線には当時の台鉄新店線の駅と同じ駅名が多い。

## 歴史
- 1921年
  - 1月22日 - 台北鉄道株式会社の路線（軌間1,067mm）として万華～公館間が開業[1]。
  - 3月25日 - 新店まで延伸開業[1]。
- 1945年 - 戦後、台北鉄道株式会社は台北鉄路公司と改称。
- 1949年6月1日 - 台湾鉄路管理局が台北鉄路公司から買収、公営路線となる[1]。
- 1965年3月25日 - 廃止[2]。

## 駅一覧
所在地は廃止時点の行政区分。
| 駅名           | 駅名           | 駅名                                  | 駅番号 | 駅間 キロ | 累計 キロ | 等級 | 接続路線・備考                           | 所在地 | 所在地                      |
| 日本語         | 繁体字中国語   | 英語 (下段は現在の表記)               | 駅番号 | 駅間 キロ | 累計 キロ | 等級 | 接続路線・備考                           | 所在地 | 所在地                      |
| -------------- | -------------- | ------------------------------------- | ------ | --------- | --------- | ---- | ---------------------------------------- | ------ | --------------------------- |
| 万華駅         | 萬華車站       | Wanhua                                | 101    | 0.0       | 0.0       | 一等 | 縦貫線                                   | 台北市 | 双園区 （現・万華区）       |
| 堀江駅         | 堀江車站       | Kuchiang (Kujiang)                    |        | 0.5       | 0.5       | 貨運 | 貨物専用駅                               | 台北市 | 古亭区 （現・中正区）       |
| 和平駅         | 和平車站       | Hoping (Heping)                       |        | 0.6       | 1.1       | 招呼 | 日本統治時代は馬場町駅                   | 台北市 | 古亭区 （現・中正区）       |
| 蛍橋駅         | 螢橋車站       | Yingchiao (Yingqiao)                  |        | 0.8       | 1.9       | 三等 | 日本統治時代は蛍町駅                     | 台北市 | 古亭区 （現・中正区）       |
| 古亭駅         | 古亭車站       | Kuting (Guting)                       |        | 0.7       | 2.6       | 招呼 | 日本統治時代は古亭町駅                   | 台北市 | 古亭区 （現・中正区）       |
| 仙公廟駅       | 仙公廟車站     | Senkōbyo (Xiangong Temple)            |        | 0.8       | 3.4       | 招呼 | 終戦直後廃止                             | 台北市 | 古亭区 （現・中正区）       |
| 水源地駅       | 水源地車站     | Shuiyuan Ti (Shuiyuandi)              |        | 0.5       | 3.9       | 三等 | 現・捷運公館駅はこちらのほうに近い       | 台北市 | 古亭区 （現・中正区）       |
| 公館駅         | 公館車站       | Kungkuan (Gongguan)                   |        | 0.6       | 4.5       | 簡易 |                                          | 台北市 | 古亭区 （現・中正区）       |
| 万隆駅         | 萬隆車站       | Wanlung (Wanlong)                     |        | 1.3       | 5.8       | 簡易 | 開業当初は十五分駅                       | 台北県 | 景美鎮 （現・台北市文山区） |
| 製壜会社前駅   | 製壜會社前車站 | Seibin Kaisha-mae (Zhitan Huisheqian) |        | 0.7       | 6.5       | 招呼 | 終戦直後廃止                             | 台北県 | 景美鎮 （現・台北市文山区） |
| 景美駅         | 景美車站       | Chingmei (Jingmei)                    |        | 0.3       | 6.8       | 三等 | 開業当初は景尾駅                         | 台北県 | 景美鎮 （現・台北市文山区） |
| 二十張駅       | 二十張車站     | Nijūchō (Ershizhang)                  |        | 0.8       | 7.6       | 招呼 | 終戦直後廃止                             | 台北県 | 景美鎮 （現・台北市文山区） |
| 大坪公学校前駅 | 大坪公學校車站 | Taihei Kōgakkō-mae (Gongxuexiaoqian)  |        | 0.4       | 8.0       | 招呼 | 開業当初は大坪林公学校前。終戦直後廃止。 | 台北県 | 新店鎮                      |
| 大坪林駅       | 大坪林車站     | Ta Pinglun (Dapinglin)                |        | 0.5       | 8.5       | 簡易 | 現・捷運七張駅はこちらのほうが近い       | 台北県 | 新店鎮                      |
| 七張駅         | 七張車站       | Chichang (Qizhang)                    |        | 0.5       | 9.0       | 招呼 | 開業当初は七張犁。終戦直後廃止           | 台北県 | 新店鎮                      |
| 新店駅         | 新店車站       | Hsintien (Xindian)                    |        | 1.4       | 10.4      | 三等 |                                          | 台北県 | 新店鎮                      |
| 郡役所前駅     | 郡役所車站     | Gunyakusho-mae (Bunsan County Hall)   |        | 0.3       | 10.7      | 招呼 | 終戦直後廃止                             | 台北県 | 新店鎮                      |